# أوليفيا سانشيز
أوليفيا سانشيز (بالفرنسية: Olivia Sanchez) مواليد 17 نوفمبر 1982 في باريس، هي لاعبة كرة مضرب فرنسية سابقة بدأت مسيرتها كمحترفة سنة 1998 وكانت تلعب باليد اليمنى، اعتزلت اللعب في 2012. أعلى تصنيف لها في الفردي كان المركز الـ 90 في سنة 2008. أعلى تصنيف لها في الزوجي كان المركز الـ 427 في سنة 2010.

## روابط خارجية
- أوليفيا سانشيز على موقع رابطة محترفات التنس (الإنجليزية)
- أوليفيا سانشيز على موقع الاتحاد الدولي لكرة المضرب (الإنجليزية)
- أوليفيا سانشيز على موقع خلاصة التنس.كوم (الإنجليزية)
- أوليفيا سانشيز على موقع إي إس بي إن.كوم (الإنجليزية)